# アーヴル＝コマルタン駅
アーヴル＝コマルタン駅（アーヴル＝コマルタンえき、Havre - Caumartin 発音例）は、フランス・パリ9区にあるパリメトロの駅。
駅名は駅の西を南北に走るアーヴル通りと、駅直上を南北に走るコマルタン通りからとられている。また、 RER A線のオベール駅（Gare Auber）、E線のオスマン＝サン＝ラザール駅（Gare Haussmann - Saint-Lazare）との乗換が可能である。

## 利用可能な鉄道路線
- パリメトロ
  - 3号線
  - 9号線

## 駅周辺
- プランタン本店
- ギャルリ・ラファイエット本店

## 歴史
- 1904年10月19日、3号線ヴィリエ駅 - ペール・ラシェーズ駅間開通に伴い、コマルタン駅（Caumartin）として開業。
- 1923年6月3日、9号線サン＝トギュスタン駅 - ショセ・ダンタン駅（現在のショセ・ダンタン＝ラ・ファイエット駅）間延伸に伴い、9号線の乗り入れ開始。
- 1926年、アーヴル＝コマルタン駅と改称。

## 隣の駅
パリメトロ
3号線
サン＝ラザール駅（Saint-Lazare） - アーヴル＝コマルタン駅 - オペラ駅（Opéra）
9号線
サン＝トギュスタン駅（Saint-Augustin） - アーヴル＝コマルタン駅 - ショセ・ダンタン＝ラ・ファイエット駅（Chaussée d'Antin - La Fayette）